# Savianges
Savianges est une commune française située dans le département de Saône-et-Loire, en région Bourgogne-Franche-Comté.

## Géographie
Paysage de pâturages, traversé par la Guye, du nord au sud, et dominé par la colline du Bois Rougeon.

### Climat
Pour des articles plus généraux, voir Climat de la Bourgogne-Franche-Comté et Climat de Saône-et-Loire.
En 2010, le climat de la commune est de type climat océanique dégradé des plaines du Centre et du Nord, selon une étude du Centre national de la recherche scientifique s'appuyant sur une série de données couvrant la période 1971-2000. En 2020, Météo-France publie une typologie des climats de la France métropolitaine dans laquelle la commune est exposée à un climat océanique altéré et est dans la région climatique Bourgogne, vallée de la Saône, caractérisée par un bon ensoleillement (1 900 h/an), un été chaud (18,5 °C), un air sec au printemps et en été et des vents faibles.
Pour la période 1971-2000, la température annuelle moyenne est de 10,9 °C, avec une amplitude thermique annuelle de 17,7 °C. Le cumul annuel moyen de précipitations est de 864 mm, avec 11,5 jours de précipitations en janvier et 7,5 jours en juillet. Pour la période 1991-2020, la température moyenne annuelle observée sur la station météorologique de Météo-France la plus proche, « Mt-Saint-Vincent », sur la commune de Mont-Saint-Vincent à 12 km à vol d'oiseau, est de 10,4 °C et le cumul annuel moyen de précipitations est de 891,2 mm. 
La température maximale relevée sur cette station est de 37,6 °C, atteinte le 12 août 2003 ; la température minimale est de −21,1 °C, atteinte le 10 février 1956,,.
Les paramètres climatiques de la commune ont été estimés pour le milieu du siècle (2041-2070) selon différents scénarios d'émission de gaz à effet de serre à partir des nouvelles projections climatiques de référence DRIAS-2020. Ils sont consultables sur un site dédié publié par Météo-France en novembre 2022.

## Urbanisme

### Typologie
Au 1er janvier 2024, Savianges est catégorisée commune rurale à habitat très dispersé, selon la nouvelle grille communale de densité à sept niveaux définie par l'Insee en 2022.
Elle est située hors unité urbaine et hors attraction des villes,.

### Occupation des sols
L'occupation des sols de la commune, telle qu'elle ressort de la base de données européenne d’occupation biophysique des sols Corine Land Cover (CLC), est marquée par l'importance des territoires agricoles (70,1 % en 2018), une proportion identique à celle de 1990 (70,1 %). La répartition détaillée en 2018 est la suivante : prairies (43,2 %), forêts (29,9 %), zones agricoles hétérogènes (25,5 %), terres arables (1,4 %). L'évolution de l’occupation des sols de la commune et de ses infrastructures peut être observée sur les différentes représentations cartographiques du territoire : la carte de Cassini (XVIIIe siècle), la carte d'état-major (1820-1866) et les cartes ou photos aériennes de l'IGN pour la période actuelle (1950 à aujourd'hui).

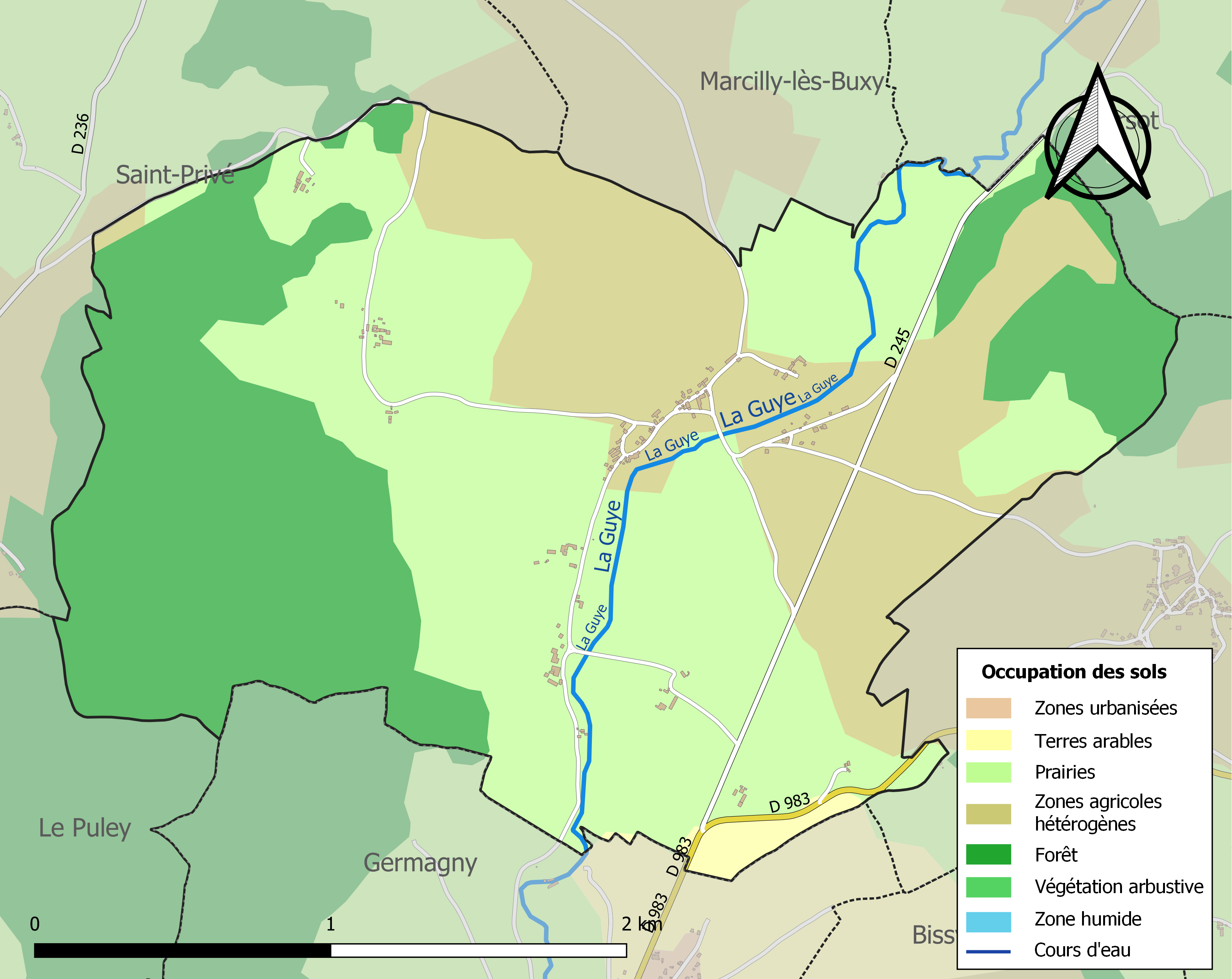
Carte des infrastructures et de l'occupation des sols de la commune en 2018 (CLC).

## Toponymie
Savianga villa (873-876) ; Saviniagus (885); Savianges (1155) ; Villa de Saviangis (1180) ; Sevingex (1200); Salvangiis (1233) ; Feodum de Savienges (1249) ; Domus fortis de Saviangiis (1374) ; Savianges (1659) ; Saviange (1666) ; Sçaviange (1734) ; Savianges (1783) ; Saviange (1790).

## Histoire
Savianges doit son nom à une villa gallo-romaine : Savianga Villa, dont l’existence est attestée depuis l'an 840.
La commune est traversée par une portion de l'ancienne voie romaine qui joignait Autun à Mâcon via Saint-Gengoux. Savianges comptait 308 habitants en 1827 et 187 en 1901.

## Politique et administration
| Période                                  | Période   | Identité           | Étiquette | Qualité     |
| ---------------------------------------- | --------- | ------------------ | --------- | ----------- |
| mars 1959                                | mars 1965 | Philippe Chambosse |           | Agriculteur |
| mars 1965                                | mars 2001 | Robert Dury        |           | Agriculteur |
| mars 2001                                | mars 2008 | Pierre Bitouzet    |           | Ingénieur   |
| mars 2008                                | en cours  | Denis Morain       |           | Artisan     |
| Les données manquantes sont à compléter. |           |                    |           |             |

## Démographie
L'évolution du nombre d'habitants est connue à travers les recensements de la population effectués dans la commune depuis 1793. Pour les communes de moins de 10 000 habitants, une enquête de recensement portant sur toute la population est réalisée tous les cinq ans, les populations de référence des années intermédiaires étant quant à elles estimées par interpolation ou extrapolation. Pour la commune, le premier recensement exhaustif entrant dans le cadre du nouveau dispositif a été réalisé en 2005.

En 2022, la commune comptait 80 habitants, en évolution de +6,67 % par rapport à 2016 (Saône-et-Loire : −1,06 %, France hors Mayotte : +2,11 %).
| 1793 | 1800 | 1806 | 1821 | 1831 | 1836 | 1841 | 1846 | 1851 |
| ---- | ---- | ---- | ---- | ---- | ---- | ---- | ---- | ---- |
| 165  | 287  | 261  | 301  | 308  | 280  | 260  | 263  | 272  |

| 1856 | 1861 | 1866 | 1872 | 1876 | 1881 | 1886 | 1891 | 1896 |
| ---- | ---- | ---- | ---- | ---- | ---- | ---- | ---- | ---- |
| 275  | 246  | 222  | 227  | 222  | 214  | 210  | 198  | 200  |

| 1901 | 1906 | 1911 | 1921 | 1926 | 1931 | 1936 | 1946 | 1954 |
| ---- | ---- | ---- | ---- | ---- | ---- | ---- | ---- | ---- |
| 187  | 196  | 175  | 126  | 128  | 103  | 92   | 95   | 93   |

| 1962 | 1968 | 1975 | 1982 | 1990 | 1999 | 2005 | 2006 | 2010 |
| ---- | ---- | ---- | ---- | ---- | ---- | ---- | ---- | ---- |
| 67   | 66   | 53   | 54   | 70   | 80   | 68   | 66   | 76   |

| 2015 | 2020 | 2022 | - | - | - | - | - | - |
| ---- | ---- | ---- | - | - | - | - | - | - |
| 76   | 77   | 80   | - | - | - | - | - | - |

## Lieux et monuments
- Le château de Savianges.

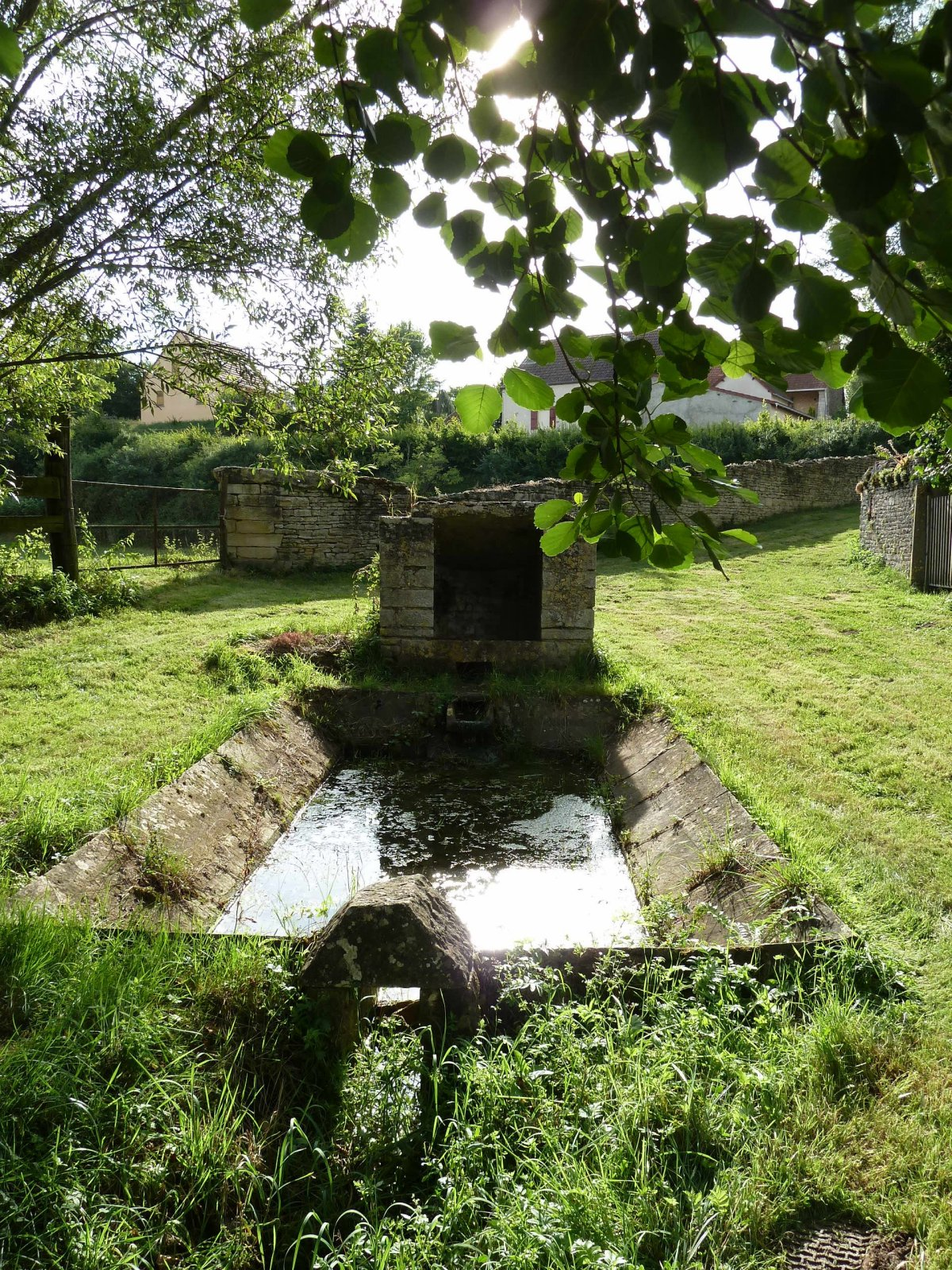
Lavoir de Savianges.

- L'église Saint-Révérien de Savianges.
- Le lavoir construit par François Dulac[21].
- L'ancien presbytère, construit par François Dulac, dans la cour duquel il construit également une chapelle néogothique[22].
- L'école publique, construite par Dulac. Le bâtiment est accolé à l'actuelle mairie, il abrite actuellement la salle des fêtes.
- L'école religieuse Saint-Louis. Créée par Mlle Julia de La Bussière pour les sœurs du Saint-Sacrement d'Autun, l'école fermée en 1922 est actuellement une propriété privée.
- Pont à trois arches construit par l'ingénieur François Dulac à la fin des années 1860[23].

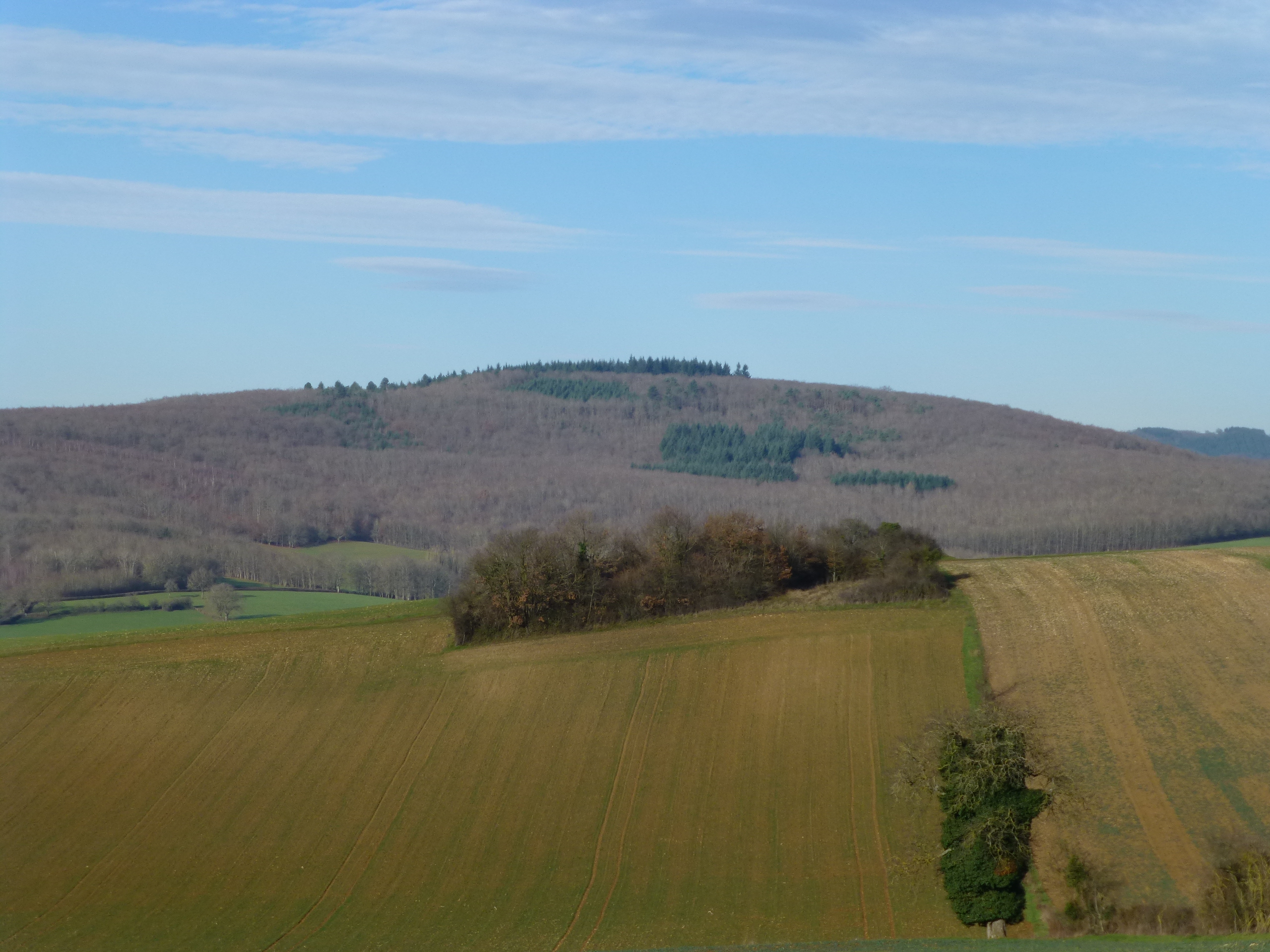
Bois Rougeon.
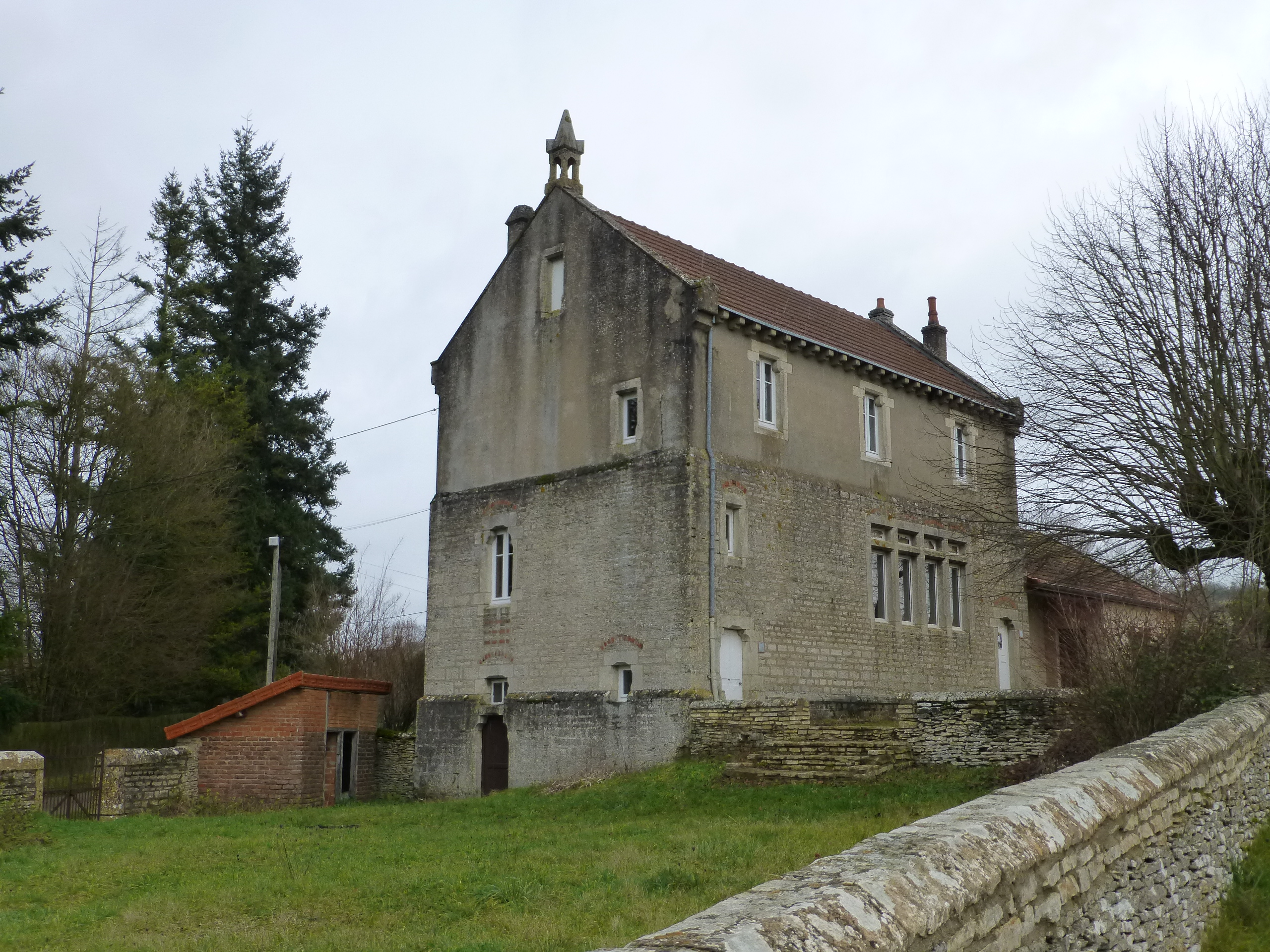
Ancienne école Dulac.
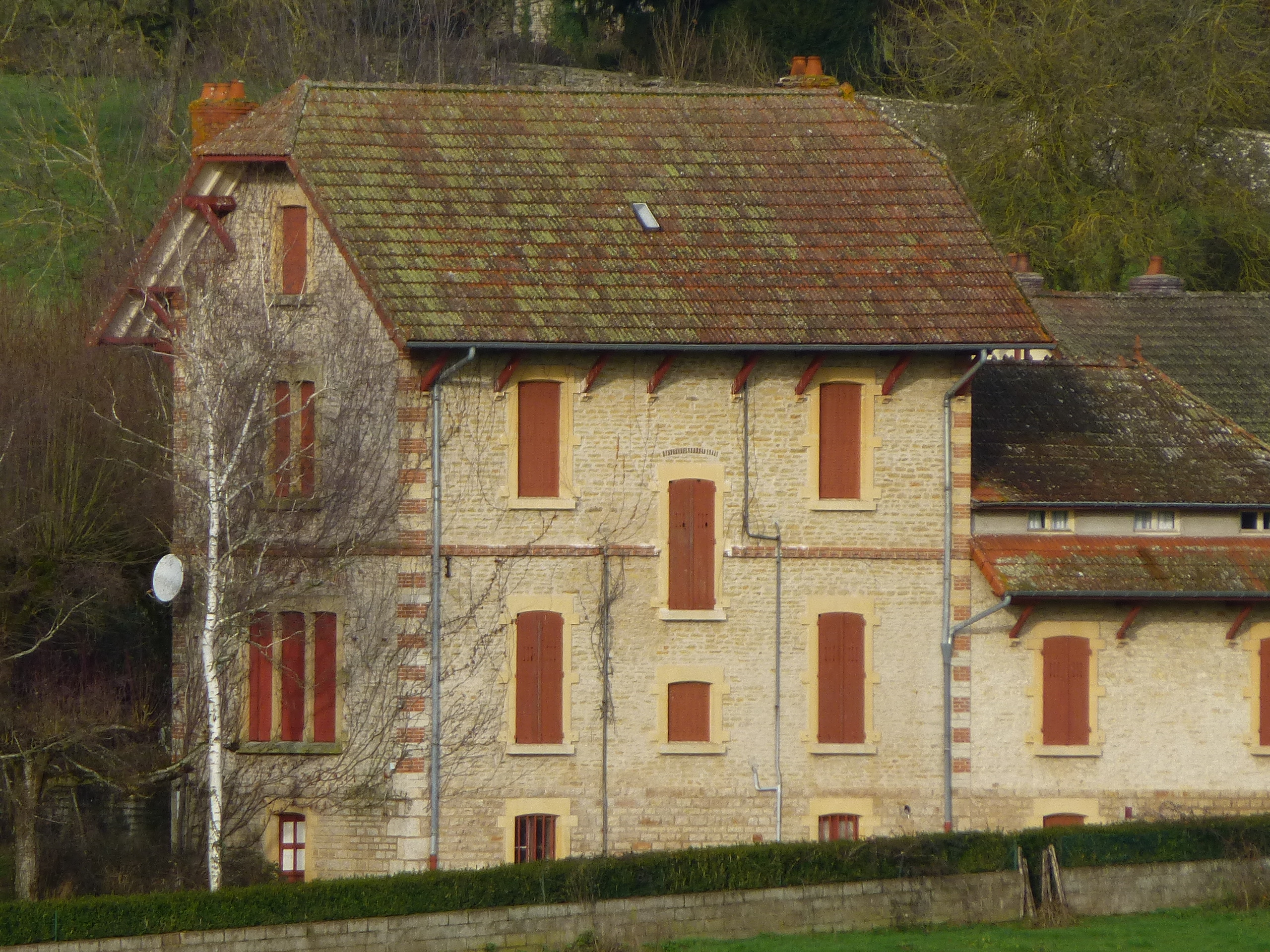
Ancienne école Saint-Louis.
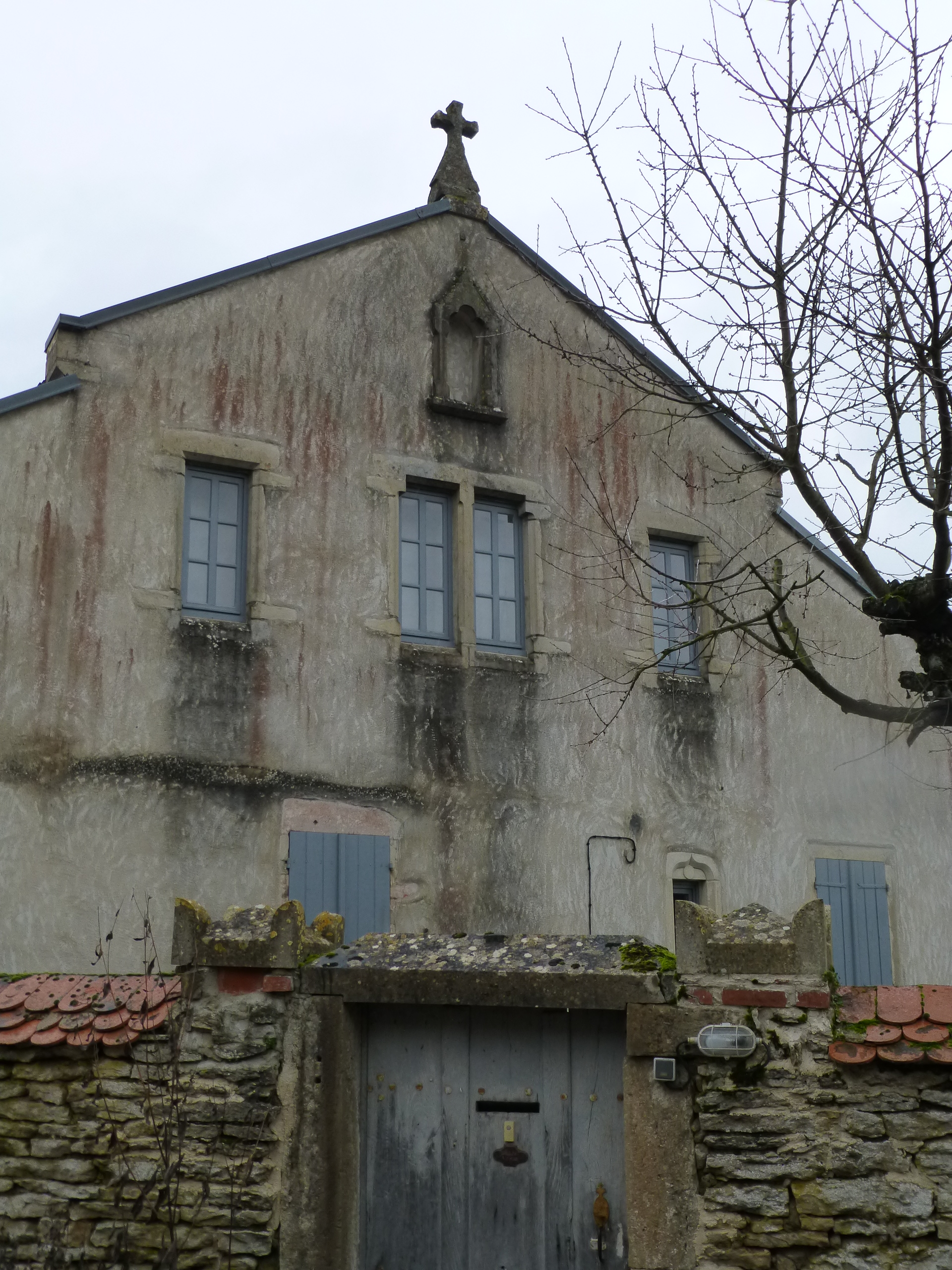
Ancien presbytère.
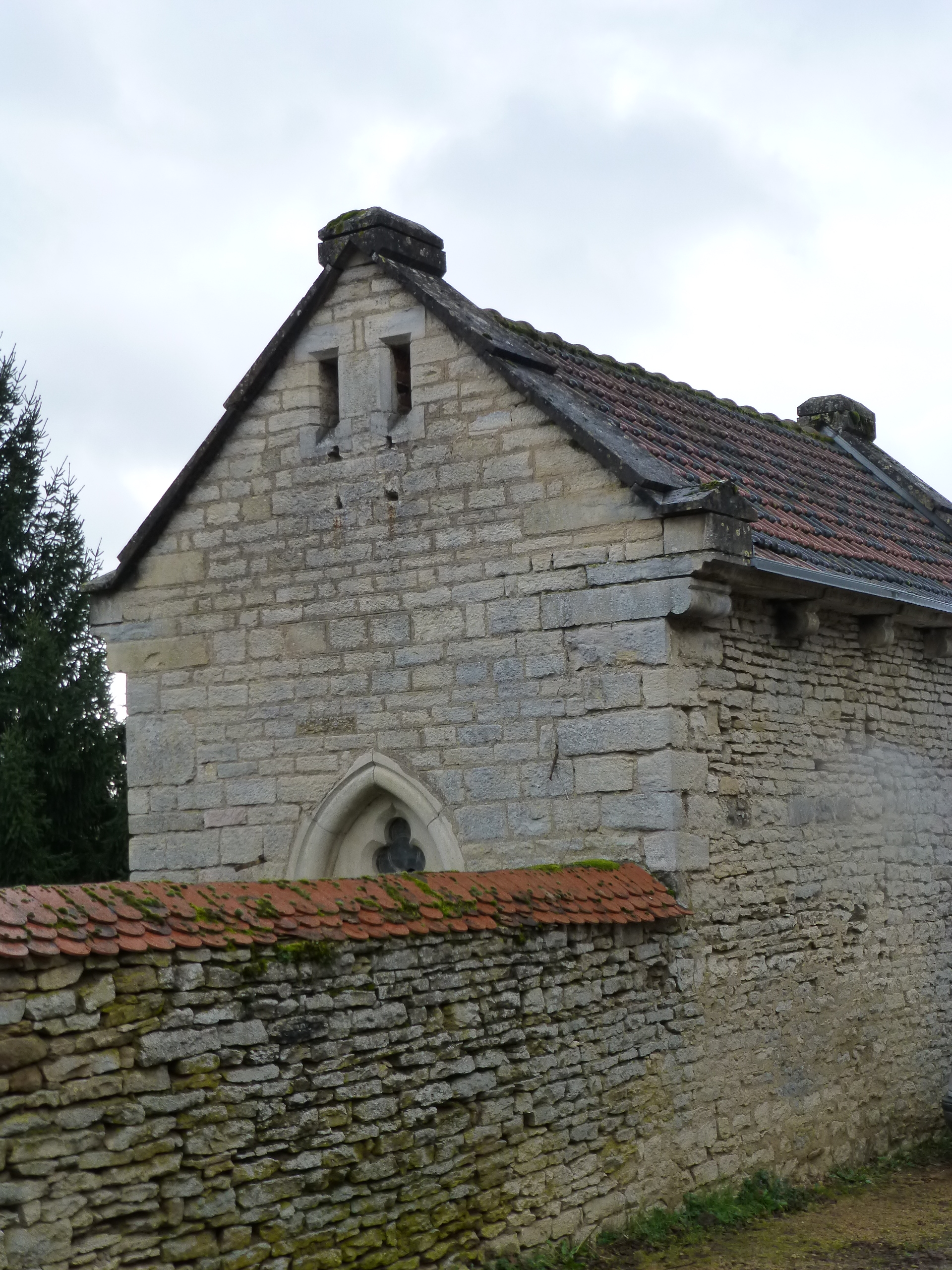
Chapelle de l'ancien presbytère.

## Personnalités liées à la commune
- François Dulac, sénateur, maire de Savianges.

## Traditions populaires

### Légende de Dame Huguette
Savianges est le lieu de la légende de Dame Huguette, une dame blanche. Un lieu-dit au bord de la Guye porte toujours ce nom,.

## Pour approfondir